# Állan Duarte
Állan Jesús Duarte Sánchez (San José, 29 de noviembre de 1988) es un futbolista costarricense que se desempeña como Volante Izquierdo. 

## Trayectoria
Duarte realizó sus ligas menores por cuatro años en el Deportivo Saprissa, sin embargo se marchó a El Salvador y debutó profesionalmente en ese país con la Universidad de El Salvador.
Su debut se da el 7 de noviembre de 2012 en un juego de liga ante Juventud Independiente en el cual empatan 1-1.
Para el 2013 Duarte regresa a Costa Rica y se integra con Belén FC con el cual juega el Torneo de Verano 2013, el Torneo Invierno 2013 y el Verano 2014.
Para el Torneo Invierno 2014 pasa a jugar con la Universidad de Costa Rica.
Después de su paso con los universitarios, Duarte se va para el Caribe y juega el Torneo de Invierno 2015 con Limón FC, alcanzando las semifinales de ese torneo donde quedan eliminados por Alajuelense.
El 22 de diciembre de 2015 es presentado por el Club Sport Cartaginés para jugar el Torneo Verano 2016 y el Torneo Invierno 2016.

## Clubes y estadísticas
| Club                                     | Temporada           | Liga | Liga | Copas Nacionales * | Copas Nacionales * | Copas Internacionales ** | Copas Internacionales ** | Total | Total |
| Club                                     | Temporada           | PJ   | G    | PJ                 | G                  | PJ                       | G                        | PJ    | G     |
| ---------------------------------------- | ------------------- | ---- | ---- | ------------------ | ------------------ | ------------------------ | ------------------------ | ----- | ----- |
| Universidad de El Salvador · El Salvador | 2012 - 2013         | 8    | 1    | 0                  | 0                  | 0                        | 0                        | 8     | 1     |
| Universidad de El Salvador · El Salvador | Total               | 8    | 1    | 0                  | 0                  | 0                        | 0                        | 8     | 1     |
| Belén FC · Costa Rica                    | 2012 - 2013         | 9    | 2    | 0                  | 0                  | 0                        | 0                        | 9     | 2     |
| Belén FC · Costa Rica                    | 2013 - 2014         | 39   | 9    | 0                  | 0                  | 0                        | 0                        | 39    | 9     |
| Belén FC · Costa Rica                    | Total               | 48   | 11   | 0                  | 0                  | 0                        | 0                        | 48    | 11    |
| Universidad de Costa Rica · Costa Rica   | 2014 - 2015         | 24   | 4    | 0                  | 0                  | 0                        | 0                        | 24    | 4     |
| Universidad de Costa Rica · Costa Rica   | Total               | 24   | 4    | 0                  | 0                  | 0                        | 0                        | 24    | 4     |
| Limón FC · Costa Rica                    | 2015 - 2016         | 22   | 4    | 0                  | 0                  | 0                        | 0                        | 22    | 4     |
| Limón FC · Costa Rica                    | Total               | 22   | 4    | 0                  | 0                  | 0                        | 0                        | 22    | 4     |
| Cartaginés · Costa Rica                  | 2015 - 2016         | 0    | 0    | 0                  | 0                  | 0                        | 0                        | 0     | 0     |
| Cartaginés · Costa Rica                  | Total               | 0    | 0    | 0                  | 0                  | 0                        | 0                        | 0     | 0     |
| Total en su carrera                      | Total en su carrera | 102  | 20   | 0                  | 0                  | 0                        | 0                        | 102   | 20    |